# الدخول بالملابس الرسمية (مسرحية)
الدخول بالملابس الرسمية هي مسرحية كوميدية مصرية من إنتاج عام 1979، بطولة سهير البابلي وأبو بكر عزت وإسعاد يونس أحمد نبيل وسامي فهمي ومحمد يوسف والإخراج المسرحي السيد راضي والإخراج التلفزيوني أحمد توفيق.

## قصة المسرحية
نشوى هانم سهير البابلي امرأة ثرية مطلقة منذ خمس سنوات، عاشت أتعس أيام حياتها مع زوجها السابق، وتحاول ان توهم نفسها ومن حولها بأنها في منتهى السعادة وتقيم الحفلات في حديقة فيلتها وتدعوا الأصدقاء للحضوربالملابس الرسمية ليروا سعادتها تعيش في منزلها مع مديرة المنزل المسترجله أنيسة(فاتن عز الدين) والطباخ رستم (محمد يوسف ) ومساعده دوما أحمد نبيل. أعلنت نشوى هانم مؤخراً عن حاجتها لمساعد طباخ بمرتب مغر بشرط ان يكون بمؤهل عال ومثقف وذو مظهر براق، فتقدمت سعيدة مبارك إسعاد يونس من وراء زوجها الفيلسوف العاطل ممتازأبو بكر عزت صاحب المبادئ الذي ترك العمل احتجاجا على فساد الناس. تم رفض سعيدة لأن المطلوب رجل، فدفعت زوجها ممتاز لقبول العمل من أجل جمع المال، والذي داس على مبادئه ووافق، ولكن نشوى أعجبت به وبدلا من تعينه مساعدا للطباخ تزوجته وسافرت معه إلى أوروبا لقضاء شهر العسل الذي استمر لمدة 6 شهور، وحين عودتهم ذهبت سعيدة لمقابلة زوجها والعمل معه مساعد طباخ، ولكنها فوجئت به زوجا للهانم، وحينما احتجت، افهمها ان هذا مؤقتا من أجل جمع المال، وطلب منها اخفاء علاقتها به، فلما علمت ان نشوى هانم حامل، افهمها انه حملا كاذبا، واستدعى التمرجى عبد الظاهر سامي فهمي الذي سبق طرده من العمل بالمستشفى لأنه يأكل أكل العيانيين، وطلب منه ان يمثل دور الطبيب ويقنع سعيدة ان حمل نشوى هانم حملا كاذبا، ولكنه اخطأ وابلغ نشوى هانم، والتى بدأت تشعر بعلاقة ما بين زوجها وسعيدة. أعجب كل من عبد الظاهر ورستم الطباخ بسعيدة وارادا الزواج بها، ولأن سعيدة تريد الانتقام واحراج ممتاز فقد وافقت على الزواج حتى يحضر المأذون ويكون الحل إما طلاقها إو طلاق نشوى هانم.علمت نشوى هانم بأن زوجها متزوجاً من سعيدة، فلامته لإنه خدعها من أجل المال وتنازل عن مبادئه، وكان يمكنه ان يطلب المال منها من أجل زوجته سعيدة، وطردتهم من منزلها، و ندمت سعيدة على سعيها وراء المال معتقدة ان السعادة في المال. قالت نشوى هانم انها تعلم أن حملها كاذب ولكنها تريد ان تعيش وهم السعادة وأعلنت عن حفل لأصدقاءها يكون الحضور فيه بالملابس الرسمية.

## طاقم التمثيل
- أبو بكر عزت : (البروفيسور ممتاز)
- سهير البابلي: (نشوى هانم)
- إسعاد يونس: (سعيدة مبارك)
- أحمد نبيل: (مساعد الطباخ)
- سامي فهمي: (عبد الظاهر)
- محمد يوسف: (رستم)
- فاتن عزالدين: (أنيسة)

## فريق العمل
- إخراج مسرحي: السيد راضي
- أخراج تلفزيوني: أحمد توفيق
- قصة: بهيج إسماعيل
- توزيع: قطاع الشئون المالية والاقتصادية - اتحاد الإذاعة والتليفزيون (ج.م.ع)
- ديكور: عزت صقر
- موسيقى: عزت أبو عوف

## وصلات خارجية
- صفحة المسرحية على موقع السينما